# Hakan Gürses

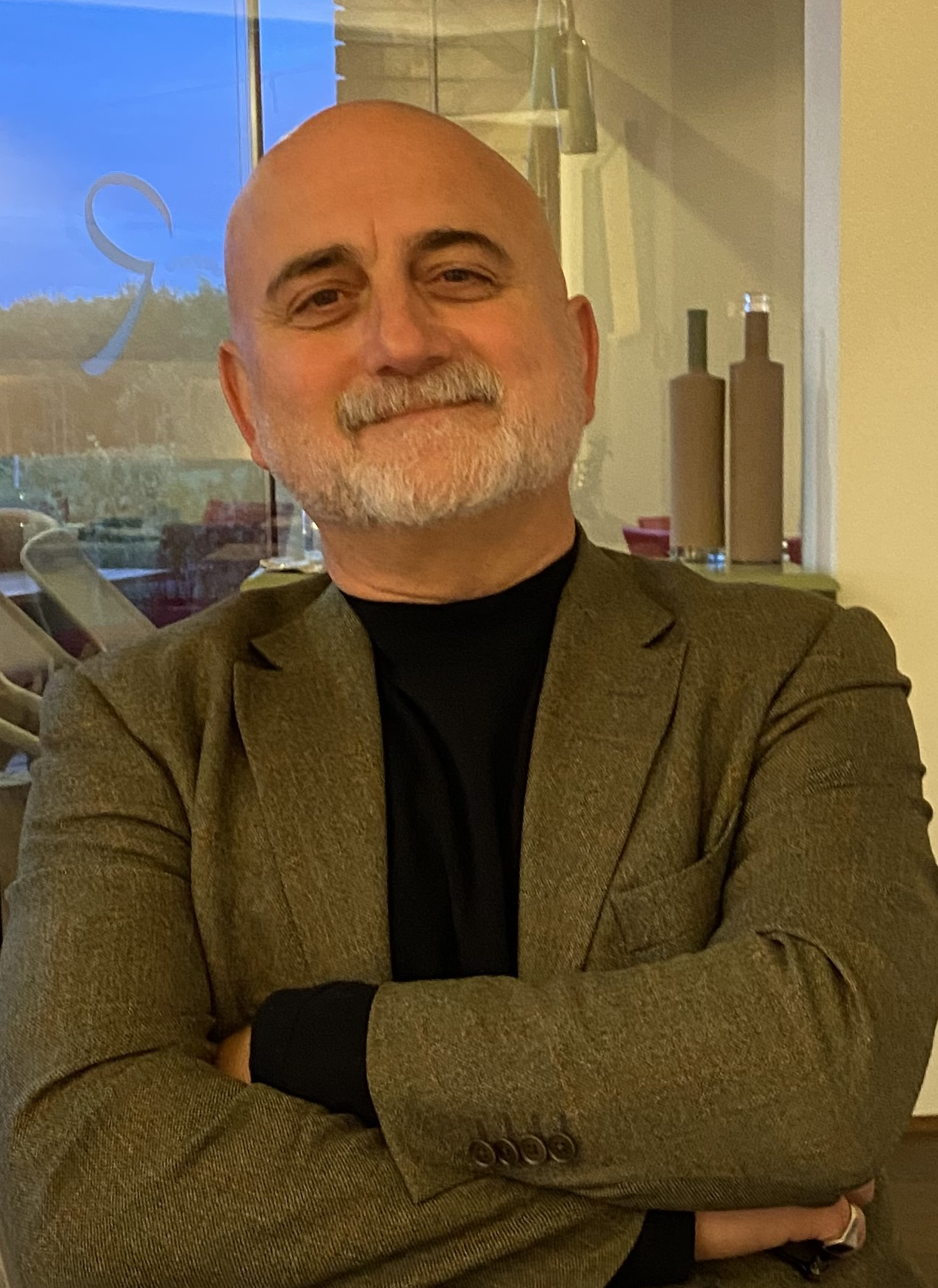
Hakan Gürses (2020)

Hakan Gürses (* 3. April 1961 in Istanbul) ist ein österreichischer Philosoph, Erwachsenenbildner, 
Journalist und Musiker.

## Leben

### Jugend und Ausbildung
Hakan Gürses wurde als Sohn des türkischen Film- und Theaterregisseurs, Drehbuchautors und Schauspielers Muharrem Gürses und der Krankenschwester und Schauspielerin Hayriye Tekcanoğlu in Istanbul geboren. Sein älterer Bruder Atilla machte als Schauspieler und Comedian unter dem Namen Atilla Arcan (1945-2015) Karriere; sein jüngerer Bruder Kemal Gökhan Gürses (* 1964) ist ein bekannter Karikaturist und Comiczeichner.
Gürses besuchte ab 1972 das zweisprachige (deutsch-türkisch) Gymnasium Istanbul Erkek Lisesi und nahm nach dem Abitur 1979 zunächst das Studium des Ingenieurwesens für Metallurgie an der ODTÜ/METU (Middle-East Technical University) in Ankara auf. Nach dem Militärputsch in der Türkei im Jahr 1980 zog er nach Wien, wo er bis heute lebt. Ab 1981 studierte er Philosophie und Theaterwissenschaft an der Universität Wien. Das Studium schloss er 1994 mit einer – an der „Archäologie“ Michel Foucaults angelehnten – „Untersuchung der Sekundärdiskurse“ (Veröffentlichung 1996 im WUW-Universitätsverlag) mit der Promotion zum Doktor der Philosophie ab.

### Lehrtätigkeit
Ab 1997 war er viele Jahre als Universitätslektor an den Universitäten Wien, Graz, Krems und Innsbruck tätig, insbesondere am Institut für Philosophie (1997–2011) und für Internationale Entwicklung der Universität Wien (2006–2011). Im Sommersemester 2011 hatte er eine Gastprofessur für Politische Philosophie an der Universität Wien inne. Außerdem unterrichtete er 2005–2011 im Rahmen des Universitätslehrgangs Interkulturelle Kompetenzen (MA) an der Donau-Universität Krems. Gürses ist Mitbegründer der Wiener Gesellschaft für interkulturelle Philosophie (WiGiP) und deren Zeitschrift polylog.
Die philosophischen Fachgebiete der Lehr- und Publikationstätigkeit von Hakan Gürses sind Politische Philosophie der Postmoderne, Geschichte der Hermeneutik, Theorien der Gesellschaftskritik und Interkulturelle Philosophie.

### Außeruniversitäre Tätigkeiten
Seit 2006 arbeitet Gürses als wissenschaftlicher Mitarbeiter (seit 2008 auch als wissenschaftlicher Leiter) der Österreichischen Gesellschaft für Politische Bildung (ÖGPB).
1989 bis 1995 wirkte er als freier Mitarbeiter in der ORF-Minderheitenredaktion mit, von 1993 bis 2008 arbeitete er als Chefredakteur der Zeitschrift „Stimme von und für Minderheiten“ (herausgegeben von der Initiative Minderheiten).
Daneben ist Hakan Gürses seit 1981 auch als Musiker und Liedermacher aktiv; er singt und spielt Gitarre, Bouzouki, Oud sowie Querflöte. Unter anderem war er Mitglied von Lakis & Achwach, Tsatsiki Connection, Lena Rothstein & Ensemble S.P.H.A.R.A.D.I.M. und trat/tritt mit Aron Saltiel, Joe Zawinul, Timna Brauer, Dobrek Bistro, Marwan Abado und Özlem Bulut auf. Er schrieb Bühnenmusik für mehrere Theaterproduktionen und Filmmusik für den Streifen „Phantom Fremdes Wien“ von Lisl Ponger. Des Weiteren wirkte er in den 1980er und 1990er Jahren als Dramaturg am Theater des Augenblicks in Wien, schrieb mehrere Theaterstücke und veröffentlichte Zeichnungen und Cartoons unter anderem in den Printmedien „Falter“, „Salto“ und „Global 2000“.

## Preise und Auszeichnungen
- 2001: Prof. Claus-Gatterer-Anerkennungspreis für engagierten Journalismus.[9]

- 2008: Bundes-Ehrenzeichen für ehrenamtliches Engagement im Bereich des Interkulturellen Dialogs (Bundesministerium für Unterricht, Kunst und Kultur)

- 2018: Goldenes Verdienstzeichen des Landes Wien[10]

## Schriften (Auszug)

### Als Autor

#### Monografie
- Libri catenati. Eine historisch-philosophische Untersuchung der Sekundärdiskurse. Wien: WUV-Universitätsverlag 1996 (seit 2023 als kostenloses E-Book erhältlich)

#### Artikel in Büchern & Fachzeitschriften
- Verzicht, Synchronie, Macht. In: Marc Hill / Cornelia Schmitt (Hg.): Solidarität in Bewegung. Neue Felder für die Soziale Arbeit. Baltmannsweiler: Schneider Verlag 2021: 3–8
- Die Dinge der Ordnung. Differenz, Sprache und das Politische angesichts des Neuen Materialismus. In: Werner Friedrichs / Sebastian Hamm (Hg.): Zurück zu den Dingen! Politische Bildungen im Medium gesellschaftlicher Materialität. Baden-Baden: Nomos 2020: 217–232
- Der Name des Zeigefingers. Zur kritischen Rolle der Kulturalität als eine Differenz. In: Ursula Hemetek, Daliah Hindler, Harald Huber, Therese Kaufmann, Isolde Malmberg und Hande Sağlam (Hg.): Transkulturelle Erkundungen. Wissenschaftlich-künstlerische Perspektiven. Wien – Köln – Weimar: Böhlau 2018: 31-45
- Politische Bildung und Konzepte differenzierter Gleichheit. In: Gertraud Diendorfer / Günther Sandner / Elisabeth Turek (Hg.): Populismus – Gleichheit – Differenz. Herausforderungen für die Politische Bildung. Schwalbach/Ts.: Wochenschau Verlag 2017: 83-101
- Der kleinste Radius des Theaters. In: Birgit Peter / Gabriele C. Pfeiffer (Hg.): Flucht – Migration – Theater. Dokumente und Positionen. Göttingen 2017: V&R: 487-494
- Kulturalität in hegemonie- und machttheoretischer Perspektive. In: polylog – Zeitschrift für interkulturelles Philosophieren. Nr. 36 / 2016: 13-22
- Mühen der Ebene im Land der Berge. In: Klaus-Peter Hufer, Dirk Lange (Hg.): Handbuch politische Erwachsenenbildung. Schwalbach/Ts.: Wochenschau Verlag 2016: 323-332
- Demokratie, Politik und das Politische in der politischen Bildung. In: Rahel Baumgartner, Hakan Gürses (Hg.): Im Blickwinkel: Politische Erwachsenenbildung in Österreich. Hg. für die Österreichische Gesellschaft für Politische Bildung – ÖGPB. Schwalbach/Ts.: Wochenschau Verlag 2015: 19-36
- Verzeitlichung – Entzeitlichung. Zur Rolle der Texthermeneutik bei der Konstruktion von Traditionen. In: Hermann Mückler / Gerald Faschingeder (Hg.): Tradition und Traditionalismus. Zur Instrumentalisierung eines Identitätskonzepts. Wien: Promedia Verlag & Südwind 2012: 25-36
- Jargon der Fremdheit. In: Franz Gmainer-Pranzl / Martina Schmidhuber (Hg.): Der Anspruch des Fremden als Ressource des Humanen. Frankfurt am Main: Peter Lang 2011: 195-208
- Kultur lernen: auf der Suche nach dem eigenen Ebenbild? Philosophische und politiktheoretische Überlegungen zur Kulturalität. In: SWS-Rundschau (50. Jg.), Heft 3/2010: 278-296
- Kein Kommentar! Was ist „atopische“ Kritik? In: Birgit Mennel / Stefan Nowotny / Gerald Raunig (Hg.): Kunst der Kritik. Wien / Berlin: Turia +Kant 2010: 175-196
- Ein Globus von Nationalstaaten. Aporien des Globalisierungsdiskurses angesichts der Migration. In: Hermann-Josef Scheidgen / Norbert Hintersteiner / Yoshiro Nakamura (Hg.): Philosophie, Gesellschaft und Bildung in Zeiten der Globalisierung. Amsterdam/NY: Rodopi 2005: 85-104
- Das „untote Subjekt“, die „ortlose“ Kritik. In: Gudrun Perko / Leah C. Czollek (Hg.): Lust am Denken: Queeres jenseits kultureller Verortungen. Köln: PapyRossa 2004: 140-158
- Funktionen der Kultur. Zur Kritik des Kulturbegriffs. In: Stefan Nowotny / Michael Staudigl (Hg.): Grenzen des Kulturkonzepts. Meta-Genealogien. Wien: Turia + Kant 2003: 13-34
- Identität: Endstation der Geschichte oder eine endlose Geschichte? In: kursiv 7-1/2/2000: 23-31
- Vom Nationalismus der Elite zum Rassismus der Mitte – eine Beobachtung. In: Franz M. Wimmer (Hg.): Rassismus und Kulturalismus. IWK-Mitteilungen 3, Wien 1997: 2-7
- Wechselspiel der Identitäten. Bemerkungen zum Minderheitenbegriff. In: SWS-Rundschau 4/94, Wien 1994: 353-368

### Als Mitherausgeber
- (mit Cornelia Kogoj und Sylvia Mattl) Gastarbajteri. 40 Jahre Arbeitsmigration. Wien: Mandelbaum Verlag 2004
- (mit Rahel Baumgartner) Im Blickwinkel: Politische Erwachsenenbildung in Österreich. Hg. für die Österreichische Gesellschaft für Politische Bildung – ÖGPB. Schwalbach/Ts.: Wochenschau Verlag 2015